# Astragalus hypogaeus
Astragalus hypogaeus es una especie de planta del género Astragalus, de la familia de las leguminosas, orden Fabales.

## Distribución
Astragalus hypogaeus se distribuye por Siberia, Kazajistán, Kirguistán, Mongolia y China.

## Taxonomía
Fue descrita científicamente por Ledeb. Fue publicada en Fl. Altaic. 1: 95 (1829).